# نبرد لویو
نبرد لویو (به آلمانی: schlacht von Lviv) که در تاریخ‌نگاری اتحاد شوروی عملیات دفاع راهبردی لویو-چرنیفتسی نامیده می‌شود، نبردی در جبهه شرقی جنگ جهانی دوم بود که در از اواخر ماه ژوئن تا اوایل ماه ژوئیه سال ۱۹۴۱ در حوالی شهر لویو در غرب اوکراین شوروی میان ورماخت و ارتش سرخ رخ داد و در نهایت با پیروزی آلمانی‌ها و عقب‌نشینی نیروهای شوروی از این منطقه به پایان رسید.
در جریان این نبرد، جبهه جنوب غربی شوروی پس از شکست در درگیری‌های اولیه مرزی عملیات بارباروسا، تهاجم آلمان به شوروی، وادار شد پیش از افتادن در محاصره گروه ارتش جنوب آلمان، از شهر لویو به خط دفاعی استالین عقب‌نشینی کرد.

## برنامه‌ریزی و آماده‌سازی آلمان

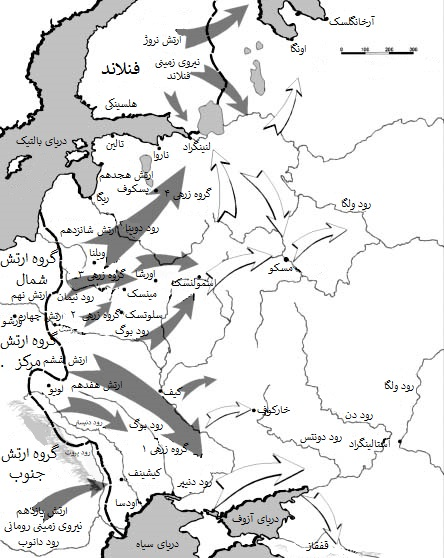
محل استقرار و حوزه عملیاتی گروه ارتش جنوب ورماخت در جنوب خط مقدم بر اساس طرح نهایی عملیات بارباروسا

گروه ارتش جنوب ورماخت به فرماندهی فیلدمارشال گرت فن روندشتت، بر طبق طرح عملیاتی بارباروسا وظیفه «انهدام نیروهایی از شوروی در گالیسیا و غرب اوکراین که همچنان در غرب رود دنیپر هستند و تصرف زود هنگام گذرگاه‌های رود دنیپر در کی‌یف و جنوب آن» را بر عهده داشت. نیروهای این گروه ارتش با یک شکاف ۳۳۰ کیلومتری در کوه‌های کارپات در مرز مجارستان و شوروی، به دو گروه مجزا تقسیم شده بودند. طرح عملیاتی در ابتدا تحقق این اهداف را از طریق یک حرکت گازانبری بزرگ از جنوب لهستان در شمال و رومانی در جنوب پیش‌بینی کرده بود اما این روش به دلایل مختلفی رها و طبق تصمیم ۱۷ مارس سال ۱۹۴۱، تهاجم گروه ارتش جنوب تنها از طرف شمالی و در خط لوبلین-کی‌یف می‌بایست انجام می‌گرفت. گروه ارتش جنوب برای این تهاجم ۳۸ لشکر در اختیار داشت. شیوه استقرار نیروهای شوروی، مخصوصا تمرکز یگان‌های آن در ناحیه لویو، برای آلمانی‌ها نشان‌گر طرح دشمن برای دفاع در نزدیکی مرز بود. به جهت باز بودن جناح راست ارتش هفدهم ورماخت که بر شکاف بین دو بازوی گروه ارتش جنوب در اراضی مجارستان قرار گرفته بود، موفقیت ورماخت در این قسمت متکی به عملیات یگان‌های زرهی گروه زرهی ۱ در شکستن خط دفاعی دشمن در نقطه‌ای راهبردی و سپس عمل مستقل در پشت خط مقدم آن بود. بدین منظور ارتش ششم ورماخت می‌بایست دفاع مرزی را برای گروه زرهی ۱ می‌شکست و ضمن دفاع از جناح شمالی گروه ارتش، با فاصله کمی نیروهای زرهی را تعقیب می‌کرد تا پس از ایجاد محاصره، دشمن را منهدم نماید. ارتش هفدهم ورماخت در جناح راست بازوی شمالی گروه ارتش جنوب، می‌بایست ناحیه لویو را به محاصره در می‌آورد و سپس به سمت وینیتسا پیش می‌رفت.

## دفاع شوروی در اوکراین
در طرف مقابل، فرماندهی عالی شوروی می‌دانست که تمرکز اصلی نیروهای آلمانی در عملیات بارباروسا بر شمال مرداب‌های پریپیات خواهد بود اما ژوزف استالین، رهبر شوروی، اصرار داشت که تأکید شوروی بر جنوب باشد. جبهه جنوب غربی شوروی تحت امر ارتشبد میخائیل کیرپونوس در اوکراین به عنوان قدرتمندترین جبهه در مرزهای غربی شوروی، در مجموع چهار ارتش میدانی شامل ۶۱ لشکر (۳۳ تفنگدار، ۱۶ تانک، ۸ تفنگدار موتوریزه، ۲ تفنگدار کوهستان و ۲ سواره‌نظام) به علاوه ۸ لشکر نیروی هوایی، با پشتیبانی سه سپاه مکانیزه در خط مقدم، یک سپاه مکانیزه در جایگاه ذخیره و دو سپاه مکانیزه دیگر در موقعیت ذخیره راهبردی، در اختیار داشت. علاوه بر این، ۵ تیپ ضد تانک و ۶ هنگ توپخانه از ذخیره فرماندهی عالی در این قسمت مستقر بود. به هر صورت آرایش‌های نظامی جبهه جنوب غربی با وجود قدرت ظاهری، در حقیقت عموما ترکیبی از یگان‌های رزمی ضعیف با تعداد اندکی یگان در شرایط مناسب، بودند.
جبهه جنوب غربی شوروی از خط مقدمی به طول حدود ۱۰۰۰ کیلومتر دفاع می‌کرد. در مرکز این خط مقدم یک برآمدگی با مرکزیت شهر لویو قرار داشت که در اراضی جنوب لهستان فرو رفته بود. با توجه به اهمیت این ناحیه از منظر تهاجمی و تدافعی در نزد شوروی، مقادیر زیادی نیرو در داخل و اطراف برآمدگی لویو مستقر گشته بودند. علاوه بر قوای تحت امر کیرپونوس، استاوکا، فرماندهی عالی شوروی، روز ۲۵ ژوئن، جبهه جنوبی به فرماندهی ارتشبد ایوان تیولنف را نیز به کمک ارتش‌های نهم و هجدهم ایجاد کرد تا در قسمت جنوبی خط مقدم مجموعاً قریب به ۸۰۰ هزار سرباز آلمانی با نزدیک به ۱٫۲ میلیون سرباز شوروی به پیکار بپردازند.

## آغاز نبرد
با آغاز عملیات بارباروسا، تهاجم آلمان به شوروی، از روز ۲۲ ژوئن سال ۱۹۴۱، گروه ارتش جنوب ورماخت با در اختیار داشتن ۶۰۰ تانک و پشتیبانی هوایی ۷۷۰ هواگرد ناوگان چهارم هوایی لوفت‌وافه، اوکراین را مورد حمله قرار داد. ارتش سرخ در تمامی طول خط مقدم کاملاً غافلگیر شد. ساعات اولیه روز نخست لشکرهای جلودار گروه زرهی ۱ با پشتیبانی نزدیک پیاده‌نظام ارتش ششم ورماخت، از رود بوگ جنوبی به طرف شرق عبور و در مواضع پیشین ارتش پنجم شوروی نفوذ کردند. ضربه اصلی تهاجم آلمانی‌ها با حداکثر تمرکز مطلوب، متوجه سپاه ۲۷ تفنگ‌دار ارتش پنجم شوروی گشت. در نقطه تمرکز سه لشکر ضعیف شوروی به همراه چند یگان مرزبانی و گردان مسلسل در خط مقدمی ۱۰۰ کیلومتری در مقابل هشت لشکر پیاده‌نظام و دو لشکر زرهی از لایه نخست مهاجمان قرار گرفته بودند. آلمانی‌ها یک شکاف بیش از ۳۰ کیلومتری تقریباً بی‌دفاع بین لشکرهای ۸۷ و ۱۲۴ تفنگدار در جناح جنوبی سپاه ۲۷ تفنگدار شوروی بازکردند و لشکرهای چهاردهم زرهی و چهل و چهارم و ۲۹۹ پیاده‌نظام ورماخت در طول روز نخست وارد آن گشتند. نیروهای لشکر یازدهم زرهی از سپاه ۴۸ موتوریزه ورماخت، از طریق این شکاف، روز ۲۳ ژوئن خود را به برستچکو در ۶۰ کیلومتری عمق خاک شوروی و ۱۰۰ کیلومتری شمال شرقی لویو رسانند.
درحالیکه لشکرهای دو سپاه ۱۵ و ۲۳ تفنگدار شوروی در نزدیکی خط مرزی برای بقای خود می‌جنگیدند، ستاد فرماندهی ارتش پنجم و جبهه جنوب غربی شوروی در تلاش برای دریافت اطلاعات از حوادث مرز بودند. از همان ابتدا این سطوح بالای فرماندهی تقریباً در خلأ اطلاعاتی عمل می‌کردند. علاوه بر ضعف زیرساختی، تأخیر عملکردی و ناهماهنگی در شوروی، یکی از مهم‌ترین عوامل این شرایط هدف قرار گرفتن دقیق تأسیسات و مراکز ارتباطی به شکل اختصاصی توسط آلمانی‌ها و خرابکاری عناصر نفوذی آن‌ها بود که بخش اعظمی از فرماندهی پیشین ارتش سرخ را برای مدتی «کور و کر» کرد؛ به وجهی که فرماندهی جبهه جنوب غربی شوروی اصلا از این که شکاف بزرگی بین جناحین دو ارتش پنجم و ششم آن باز شده است و نیروهای زرهی آلمان در حال رخنه عمیق در آن هستند، خبر نداشت. استالین با نگرانی از این وضعیت چند تن از مقامات عالی‌رتبه نظامی را به مناطق مرزی فرستاد تا مستقیما اطلاعاتی را گردآاوری کنند. یکی از این فرستادگان ارتشبد گئورگی ژوکوف، رئیس ستاد کل ارتش سرخ بود که پیش از جنگ خود مدتی فرمانده منطقه ویژه نظامی کی‌یف بود.
آلمانی‌ها از این که توانسته‌اند دشمن را غافلگیر کنند آگاهی داشتند. با این حال برای فرماندهی عالی آلمان روشن نبود که شوروی می‌خواهد ناحیه مرزی را به هر قیمتی حفظ کند یا قصد عقب‌نشینی دارد. به هر صورت پس از غافلگیری اولیه، مقاومت نیروهای ارتش سرخ به شکل قابل ملاحظه‌ای تشدید شد. نیروهای ارتش سرخ در این ناحیه دست به دفاعی شدید زدند و با وجود کمبودهای جدی در زمینه سوخت و مهمات، از جانب فرماندهان عالی موظف به اجرای بلافاصله ضد حملات گردیدند. ضد حملات شوروی با قوای پرشمار ادامه پیشروی گروه ارتش جنوب ورماخت را به شدت کند کرد. بر خلاف یورش سریع یگان‌های زرهی دو گروه ارتش دیگر ورماخت، حرکت گروه زرهی ۱ به سمت رود استیر، بین دوبنو و لوتسک، می‌بایست در مقابل یگان‌هایی از دشمن که در حال دفاع رو در رو بودند و ضد حملاتی به جناحین مهاجمان می‌زدند، انجام می‌شد. لشکرهای پیاده‌نظام ارتش هفدهم ورماخت در تهاجم به سمت لویو، نیز تنها پیشروی نسبتاً کندی داشتند. همین حرکت کند گروه ارتش جنوب ورماخت به کیرپونوس زمان به سامان کردن دفاع خود را داد.

## طرح ورماخت برای محاصره ناحیه لویو

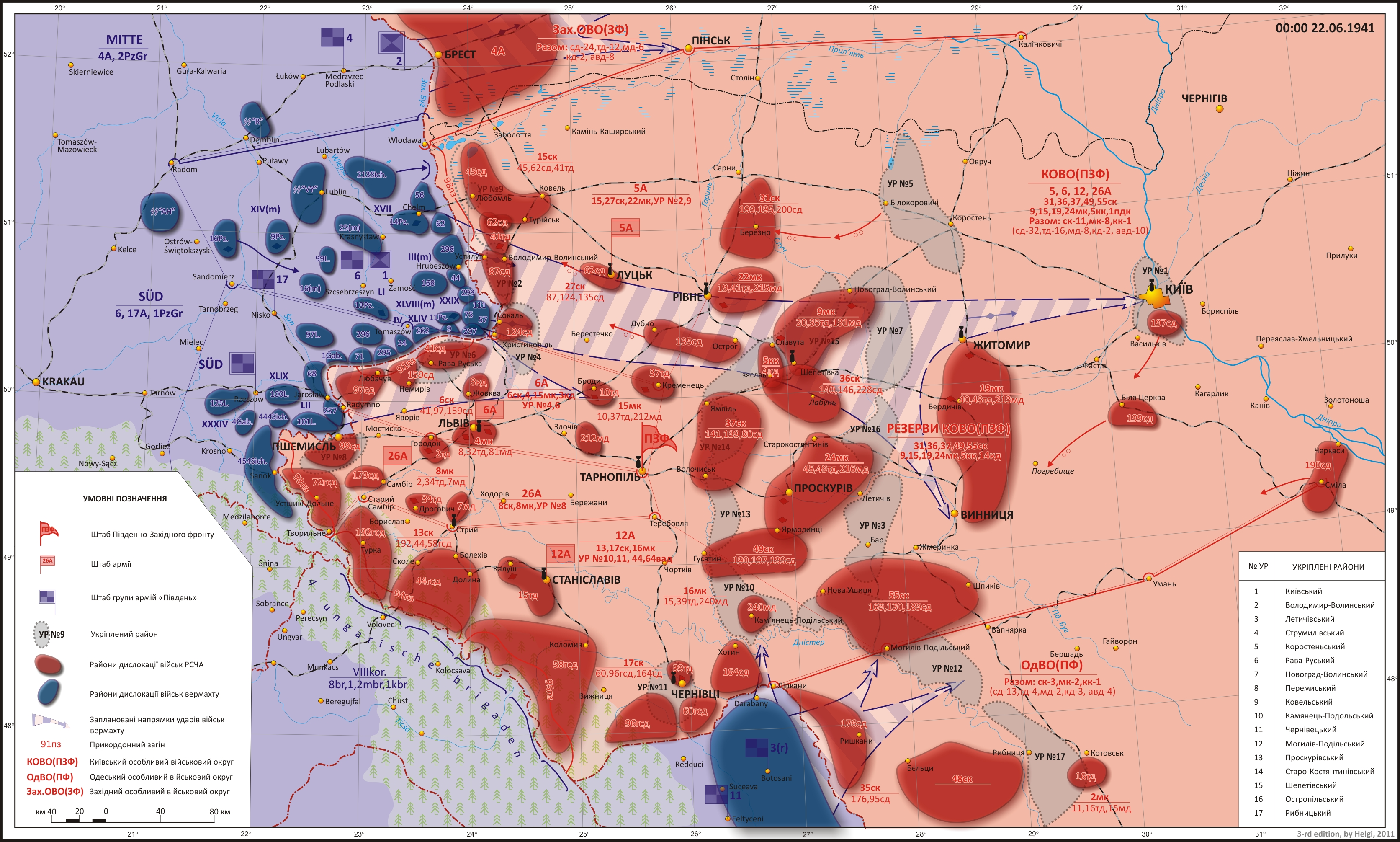
طرح ورماخت برای محاصره ناحیه لویو از شمال و جنوب

فرماندهی گروه ارتش جنوب همچنان تصور می‌کرد شوروی قصد تخلیه ناحیه برآمدگی لویو را دارد. از این رو، روز ۲۴ ژوئن، تحلیل شرایط امکان گسسته شدن اتصال گروه زرهی ۱ و ارتش ششم ورماخت، جهت عمل آزاد یگان‌های زرهی در اراضی شرق رود استیر را نشان می‌داد. با این وجود، فون روندشتت تصمیم گرفت تا هنگام گذر یگان‌های قدرتمندی از دو سپاه ۴۸ و ۳ موتوریزه گروه زرهی ۱ از رود استیر منتظر بماند. تا عصر روز ۲۴ ژوئن کاملاً روشن بود که ارتش سرخ قصد عقب‌نشینی ندارد و مقاومت سرسختانه‌ای از طرف آن در هر نقطه‌ای انتظار می‌رود. ارتش ششم شوروی در ناحیه لویو به دنبال حفظ موضع خود بود. با وجود این که این ناحیه در ابتدا با هیچ نیروی زرهی ورماخت رو به رو نبود اما دفاع آن شامل چهار تیپ ضد تانک می‌شد. با این حال، فرماندهی عالی نیروی زمینی آلمان می‌پنداشت همچنان می‌توان انتظار عقب‌نشینی دشمن از ناحیه لویو را داشت و می‌بایست با تهاجم ارتش یازدهم ورماخت از رومانی که قرار بود تا روز ۲ ژوئیه آماده شود، جلوی آن را گرفت.
روز ۲۵ ژوئن طولانی‌تر شدن جناح راست گروه زرهی ۱ در اثر پیشروی کند ارتش هفدهم ورماخت، موجب شد فرماندهی گروه ارتش جنوب و فرماندهان دو ارتش آن امکان به محاصره درآوردن نیروهای قدرتمندی از دشمن در غرب لویو از طریق چرخش سپاه ۱۴ موتوریزه گروه زرهی ۱ به همراه سپاه ۳۴ از جایگاه ذخیره، به سمت جنوب در شرق این شهر را در نظر بگیرند. با این حال گروه زرهی ۱ و سپاه ۱۴ موتوریزه آن اعلام کردند خود قادر به محافظت از جناح راستشان هستند تا فیلدمارشال فون روندشتت از تقسیم کردن نیروهای این گروه زرهی اجتناب کند.
در این شرایط مشارکت نیروهای مجارستانی می‌توانست تأثیر بسزایی داشته باشد. با این حال دولت مجارستان خواهان دریافت یک درخواست رسمی از سمت آلمان برای کمک بود. در خط مرزی کوه‌های کارپات تنها یگان‌های رادیویی آلمان سعی داشتند با عملیات فریب نیروهای دشمن در آن قسمت را درگیر خود نگاه دارند. با این وجود تهاجم نیروهای مجارستانی از پیش بر اساس عمل جنگی ورماخت، آماده شده بود.
با توجه به مقاومت نیروهای ارتش سرخ و مشکلاتی که نبردهای مرزی برای ورماخت پدیدآوردند، ژنرال گئورگ فون زودنشترن، رئیس ستاد کل گروه ارتش جنوب، تصور می‌کرد اگر پیش از از دست رفتن دست بالا و فرسایش قوای محدود ذخیره آلمان، نیروهای دشمن در اطراف لویو شکست داده نشوند، با انتقال مداوم نیروی کمکی به آن‌ها، گروه ارتش جنوب قادر نخواهد بود مأموریت محاصره و انهدام نیروهای دشمن در غرب رود دنیپر را به انجام برساند. بدین جهت توصیه شد، در تهاجمی محدود، با یورش ارتش یازدهم ورماخت به سمت پروسکوروف در شمال و چرخش زود هنگام گروه زرهی ۱ به سمت جنوب شرقی، دشمن در شرق لویو به محاصره درآید. بدین ترتیب فرماندهی گروه ارتش جنوب با صدور فرمان شماره ۱ خود در روز ۲۶ ژوئن، گروه زرهی ۱ را از کنترل عملیاتی ارتش ششم ورماخت خارج کرد و به آن دستور داد هر چه سریع‌تر به سمت شرق یورش ببرد تا نیروهای دشمن را در همکاری با ارتش یازدهم ورماخت، در مجاورت کوه‌های کارپات به محاصره درآورد. بدین منظور گروه زرهی ۱، بدون توجه به جناحین طولانی، ابتدا می‌بایست خود را به شپتوفکا در ۲۰۰ کیلومتری خط مرزی می‌رساند و سپس به سمت جنوب شرقی چرخش می‌کرد. سپاه ۱۴ موتوریزه در جناح جنوبی گروه زرهی ۱ می‌بایست با «تمام نیروی در دسترس» به سمت برودی پیش می‌رفت و در خط مقدمی فراخ از رود گورین می‌گذشت. ارتش هفدهم هم فرمان به ادامه تهاجم با تمرکز بر شمال لویو، گرفت. در این شرایط ارتش ششم ورماخت می‌بایست از هر دو جناح چپ و راست گروه زرهی ۱ محافظت می‌کرد. این دستورالعمل گروه ارتش جنوب که محتمل‌ترین راه‌حل به نظر می‌رسید، تضعیف شدید توان رزمی یگان‌های پیاده‌نظام در اثر نبردهای پیشین را در نظر گرفته بود اما اساساً مأموریت اولیه خود را با محدود کردن حلقه محاصره از رود دنیپر به رود بوگ، زیر سؤال می‌برد.

## ادامه تهاجم گروه ارتش جنوب
بدین ترتیب، گروه زرهی ۱ ورماخت با ادامه پیشروی، پس از درگیری‌های شدید و دفع ضد حملات مکرر ارتش سرخ، روز ۲۶ ژوئن با رساندن خود به رود استیر، شهرهای لوتسک و دوبنو را به تصرف درآورد. نیروهای فن کلایست در این موضع یک بار دیگر هدف ضد حملات گسترده سپاه‌های مکانیزه شوروی قرار گرفتند که به پا شدن یک رزم زرهی در مقیاسی بی‌سابقه بین طرفین در نبرد برودی شد. این ضد حملات که به صورت تکه‌تکه و با گرفتاری به مشکلات فرماندهی و بی‌تجربگی افسران ارتش سرخ در کنترل توده نیروهای زرهی، به اجرا درمی‌آمدند، در رسیدن به اهداف تعیین شده ناموفق بودند و باعث از بین رفتن بسیاری از نیروهای ذخیره شوروی در منطقه شدند.

## عقب‌نشینی ارتش سرخ

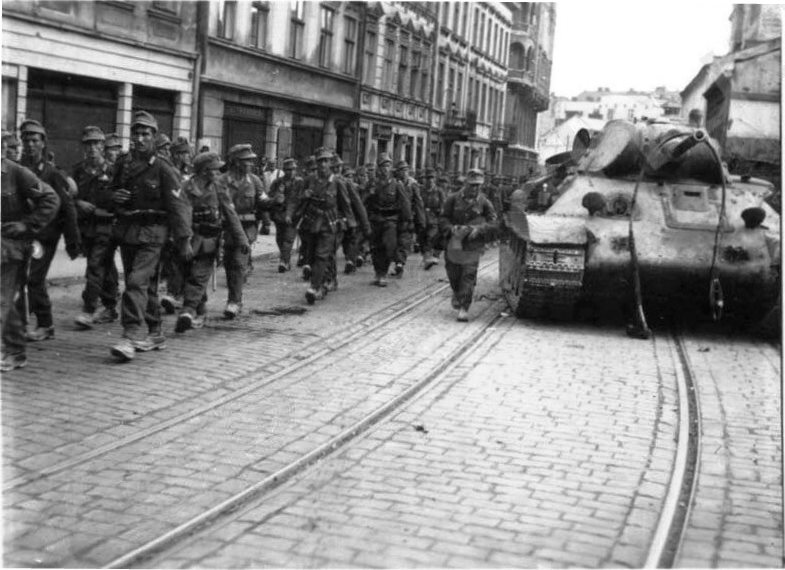
نیروهای ورماخت در لویو

دقیقا یک روز پس از که فرماندهی عالی نیروی زمینی آلمان و گروه ارتش جنوب ورماخت در حال انطباق برنامه خود با شرایط در حال تغییر بودند، روز ۲۷ ژوئن مشخص شد ارتش سرخ در حال عقب‌نشینی از ناحیه لویو است. پیروزی‌های ورماخت در برودی و دوبنو، مواضع جبهه جنوب غربی شوروی در جنوب لویو را غیر قابل دفاع ساخته بود. از این رو ارتش ششم شوروی روز ۲۷ ژوئن مواضع خود در راوا-روسکایا را رها و به سمت لویو عقب‌نشینی کرد. مدافعان شوروی در مقابل ارتش هفدهم ورماخت، با پوشش نیروهایی قدرتمند و با اجرای ضد حملات محلی از جمله با یگان‌های زرهی، در حال عقب نشستن به سمت شرق بودند. فرماندهی گروه ارتش جنوب ورماخت با صدور فرمان شماره ۲ خود در روز ۲۸ ژوئن، نیروها را مامور به حرکت سریع به سمت شرق کرد. بر این اساس، ارتش هفدهم ورماخت موظف به تعقیب بلافاصله دشمن جهت جلوگیری از استقرار آن در مواضع خط دفاعی جدید شد. دو روز بعد، در ۳۰ ژوئن،  پس از تصرف ریونه و استروگ توسط یگان‌های زرهی فن کلایست، ارتش ششم شوروی، جهت اجتناب از گرفتاری در محاصره از شمال، خود لویو را نیز رها کرد. همان روز استاوکا، فرماندهی عالی شوروی، به کیرپونوس دستور داد نیروهای خود را تا ۹ ژوئیه تا استحکامات دفاعی موسوم به خط استالین در مرز پیشین شوروی و لهستان، عقب بکشد. همان روز ۳۰ ژوئن شهر لویو بدون هیچ مبارزه‌ای به تصرف لشکر یکم کوهستان از ارتش هفدهم ورماخت درآمد. سپاه ۴ مکانیزه شوروی جهت پوشش دادن به عقب‌نشینی نیروهای خودی، روز بعد برای پس گرفتن لویو اقدام به ضد حمله کرد. پس از نبرد شدید تن‌به‌تن، تلسط آلمانی‌ها بر این شهر حفظ شد.
نیروهای مجارستانی در قابل سپاه ۷ این کشور در نهایت روز ۲ ژوئیه وارد میدان شدند و به سرعت از رود دنیستر در استانیسلاو گذشتند. این نیروها در ترنوپیل به ارتش هفدهم ورماخت متصل گشتند.

## نتایج و پیامدها
درگیری‌های شدید در ناحیه مرزی اطراف لویو هر دو طرف را متحمل خسارات و تلفات زیادی کرد. در اثر این درگیری‌ها گروه ارتش جنوب ورماخت در مواجهه با مقاومت نیروهای ارتش سرخ، با پیشروی کُند، از سایر نیروهای آلمانی در بخش‌های دیگر خط مقدم عقب ماند.
به هر صورت، با عقب‌نشینی ارتش پنجم شوروی به سمت مرداب‌های پریپیات در شمال و عقب‌نشینی ارتش ششم شوروی به سمت شرق، شکاف ایجاد شده بین این دو ارتش شوروی راه را برای گروه زرهی ۱ به سمت کی‌یف باز کرد. با وجود به تأخیر افتادن پیشروی سپاه ۳ موتوریزه ورماخت با ضد حملات کیرپونوس و فراهم آمدن مقدار بیشتری وقت جهت عقب‌نشینی نیروهای او به مواضع دفاعی مشخص شده، خط استالین نیز با رسیدن لشکر یازدهم زرهی ورماخت به بردیچیف، روز ۷ ژوئیه در جنوب نووگورود-وولینسکی شکسته شد.

## کتابشناسی
- Anderson, Duncan; Clark, Lloyd; Walsh, Stephen (2001). The Eastern Front. MBI Publishing Company. ISBN 0-7603-0923-X.
- Bergström, Christer; Mikhailov, Andrey (2000). Black Cross Red Star: The Air War Over The Eastern Front Volume 1 Operation Barbarossa. Pacifica Military History. ISBN 978-0-935553-48-2.
- Blau, George E. (1955). The German Campaign In Russia; Planning And Operations (1940-1942). Department of the Army. ISBN 978-1-5061-5221-9.
- Buttar, Prit (2013). Between Giants: The Battle For The Baltics In World War II. Osprey Publishing. ISBN 978-1-4728-0288-0.
- Cecil, Robert (1975). Hitler's Decision To Invade Russia 1941. David Mckay Company. ISBN 0-679-50715-9.
- Citino, Robert M. (2007). Death Of The Wehrmacht: The German Campaigns Of 1942. ISBN 978-0-7006-1531-5.
- Clark, Alan (2001). Barbarossa: The Russian-German Conflict, 1941-1945. W&N. ISBN 978-0-304-35864-9.
- Cumins, Keith (2011). Cataclysm: The War On The Eastern Front 1941-1945. Hellion & Company. ISBN 978-1-907677-23-6.
- Ellman, James (2019). Hitler’s Great Gamble: A New Look At German Strategy, Operation Barbarossa, And The Axis Defeat In World War II. Stackpole Books. ISBN 978-0-8117-6848-1.
- Ellis, Frank (2015). Barbarossa 1941: Reframing Hitler's Invasion Of Soviet Empire. University Press Of Kansas. ISBN 978-0-7006-2146-0.
- Forczyk, Robert (2009). Leningrad 1941–44: The Epic Siege. Osprey Publishing. ISBN 978-1-84908-107-8.
- Fritz, Stephen G. (2011). Ostkrieg: Hitler’s War of Extermination in the East. The University Press Of Kentucky. ISBN 978-0-8131-3417-8.
- Fugate, Bryan (1984). Operation Barbarossa: Strategy and Tactics on the Eastern Front, 1941. Presidio Press. ISBN 0-89141-197-6.
- Glantz, David (1998). Stumbling Colossus: The Red Army On The Eve Of World War. University Press Of Kansas. ISBN 0-7006-0879-6.
- Glantz, David (1999). Forgotten Battles of the German-Soviet War (1941-1945). vol. 1 The Summer-Fall Campaign (22 June-4 December 1941).
- Glantz, David (2001). Barbarossa: Hitler's Invasion of Russia 1941. Tempus Publishing Inc. ISBN 978-0-7524-1979-4.
- Glantz, David (2010). Barbarossa Derailed: The Battle For Smolensk 10 July –10 September 1941 Volume 1. Hellion & Company. ISBN 978-1-906033-72-9.
- Glantz, David; House, Jonathan (2015). When Titans Clashed: How the Red Army Stopped Hitler. University Press of Kansas. ISBN 978-0-7006-2121-7.
- Gorodetsky, Gabriel (1999). Grand Delusion: Stalin and the German Invasion of Russia. Yale University Press. ISBN 0-300-07792-0.
- Hitler, Adolf (1939) [1925-1926]. Mein Kampf. Translated by James Murphy. Houghton Mifflin Company. ISBN 978-0-395-92503-4.
- Hooton, Adolf (2016). War Over The Steppes: The Air Campaign On The Eastern Front 1941-45. Osprey Publishing. ISBN 978-1-4728-1563-7.
- Irving, David (2002). Hitler’s War. Focal Point Publication. ISBN 1-872197-10-8.
- Jentz, Thomas L. (1997). panzertruppen: The Complete Guide To The Creation & Control Of Germany’s Tank Force 1933-1942. Schiffer. ISBN 978-0-88740-915-8.
- Jukes, Geoffrey (2005). The Second World War: The Eastern Front 1941-1945. Taylor & Francis. ISBN 0-203-49887-9.
- Kamenir, Victor J. (2009). The Bloody Triangle: The Defeat of Soviet Armor in the Ukraine, June 1941. Zenith Press. ISBN 978-0-7603-3434-8.
- Kershaw, Ian (2009). Hitler, the Germans, and the Final Solution. Yale University Press.
- Kirchubel, Robert (2013). Operation Barbarossa: The German Invasion of Soviet Russia. Osprey Publishing. ISBN 978-1-78200-408-0.
- Klink, Ernst (1998). Germany and the Second World War: The Attack on the Soviet Union. Oxford University Press. ISBN 0-19-822886-4.
- Krivosheev, G. F. (1997). Soviet Casualties and Combat Losses in the Twentieth Century. Greenhill Books. ISBN 978-1-85367-280-4.
- Luther, Craig (2019). The First Day on the Eastern Front: Germany Invades the Soviet Union, June 22, 1941. Stackpole Books. ISBN 978-0-8117-6765-1.
- Mawdsley, Evan (2011). December 1941: Twelve Days that Began a World War. Yale University Press. ISBN 978-0-300-15445-0.
- Mawdsley, Evan (2011a). Thunder In The East: The Nazi-Soviet War 1941-1945. Bloomsbury. ISBN 978-1-4725-0756-3.
- Merridale, Catherine (2005). Ivan's War: 1939–1945. Faber And Faber. ISBN 978-0-571-21809-7.
- Mitcham, Samuel (2008). The Rise Of The Wehrmacht: The German Armed Forces And The World War II Volume 1. Greenwood Publishing Group. ISBN 978-0-275-99659-8.
- Murray, Williamson; Millet, Alan (2001). A War To Be Won: Fighting the Second World War. Harvard University Press. ISBN 978-0-674-00680-5.
- Nagorski, Andrew (2019). 1941: The Year Germany Lost The War. Simon & Schuster. ISBN 978-1-5011-8112-2.
- Nenye, Vesa (2016). Finland At War: The Continuation And Lapland War 1941–1945. Osprey Publishing. ISBN 978-1-4728-1526-2.
- Overy, Richard (1998). Russia's War. Allen Lane. ISBN 978-0-7139-9223-6.
- Porter, David (2009). Order Of Battle The Red Army In WWII. Amber Books. ISBN 978-1-906626-52-5.
- Roberts, Geoffrey (2002). Victory at Stalingrad: The Battle that Changed History. Longman. ISBN 0-582-77185-4.
- Scianna, Bastian Matteo (2019). The Italian War On The Eastern Front, 1941–1943: Operations, Myths And Memories. Palgrave Macmillan. ISBN 978-3-030-26524-3.
- Stahel, David (2009). Operation Barbarossa And Germany’s Defeat In The East. Cambridge University Press. ISBN 978-0-521-76847-4.
- Stahel, David (2012). Kiev 1941: Hitler Battle For Supremacy In The East. Cambridge university press. ISBN 978-1-107-01459-6.
- Stahel, David (2013). Operation Typhoon: Hitler's March On Moscow, October 1941. Cambridge university press. ISBN 978-1-107-03512-6.
- Stahel, David (2015). The Battle for Moscow. Cambridge University Press. ISBN 978-1-107-08760-6.
- Trigg, Jonathan (2013). Death On On The Don: The Destruction Of Germany’s Allies On The Eastern Front, 1941-44. The History Press. ISBN 978-0-7509-5189-0.
- Tucker-jones, Anthony (2017). Slaughter on the Eastern Front: Hitler And Stalin's War 1941-1945. The history press. ISBN 978-0-7509-6770-9.